# Тебикасы
Тебикасы́ (чув. Тепикасси) — деревня в Цивильском районе Чувашской Республики. Входит в состав Второвурманкасинского сельского поселения.

## География
Находится в северной части Чувашии на расстоянии приблизительно 8 км на северо-запад по прямой от районного центра города Цивильск.

## История
Известна с 1719 года как деревня Искеева из 31 двора с 107 жителями мужского пола. В XIX веке околоток деревни. Бажарова (ныне не су¬ще-ствует). В 1747 году учтен 91 мужчина, в 1795 — 36 дворов, 205 жителей. В 1858 (уже Тебикасы, вместе с околотком Резинкино) — 473 жителя, в 1897 году — 319 жителей, 1926 — 90 дворов, 414 жителей, в 1939 году — 381 житель, в 1979 году — 262. В 2002 году было 68 дворов, 2010 — 74 домохозяйства. В период коллективизации был организован колхоз «Пожанар», в 2010 году действовало КФХ «Хорошавин».

## Население
Постоянное население составляло 209 человек (чуваши 100 %) в 2002 году, 202 в 2010.